# Stephanie Morton
Stephanie Morton (ur. 28 listopada 1990 w Adelaide) – australijska kolarka torowa, wielokrotna medalistka mistrzostw świata.

## Kariera
Pierwsze sukcesy w karierze osiągnęła w 2014 roku, kiedy na igrzyskach Wspólnoty Narodów w Glasgow zdobyła złoty medal w sprincie i srebrny w wyścigu na 500 m. W 2017 roku zajęła drugie miejsce w sprincie indywidualnym i drużynowym podczas mistrzostw świata w Hongkongu. W zawodach indywidualnych wyprzedziła ją jedynie Niemka Kristina Vogel. Na rozgrywanych rok później mistrzostwach świata w Apeldoorn ponownie była druga indywidualnie, plasując się między Vogel a jej rodaczką, Pauline Grabosch. W 2018 roku zdobyła też cztery medale na igrzyskach Wspólnoty Narodów w Gold Coast: złote w sprintach i keirinie oraz srebrny w wyścigu na 500 m.